# بلود راين 2: النجاة (فلم)
بلود راين 2: النجاة (بالإنجليزية: BloodRayne 2: Deliverance) هو فيلم حركة ورعب تم انتاجه في كندا وألمانيا وصدر سنة 2007 بطولة ناتاسيا مالته ومايكل باري وبريندان فليتشر وزاك وارد وهو الجزء الثاني من سلسلة أفلام «بلود راين».

## القصة
راين محاربة نصف إنسانة ونصف مصاصة دماء، تخوض مغامرة في الغرب الأمريكي عام 1880 لإيقاف بيلي كيد المصنوع من الدماء وقطعة من رعاة البقر مصاصي الدماء.

## الميزانية والإيرادات
كلف الفيلم 10 مليون دولار وحقق قرابة 167,445 دولار فقط.

## وصلات خارجية
- مقالات تستعمل روابط فنية بلا صلة مع ويكي بيانات

بلود راين 2: النجاة على IMDb
بلود راين 2: النجاة على Rotten Tomatos
بلود راين 2: النجاة على AllMovie